# كيلي بافليك
كيلي بافليك (بالإنجليزية: Kelly Pavlik) مواليد 5 أبريل 1982 في يونغزتاون، الولايات المتحدة، هو ملاكم أمريكي يصنف ضمن فئة وزن فوق المتوسط بدأ مسيرته الاحترافية سنة 2000. حقق بطولة المجلس العالمي للملاكمة وبطولة منظمة الملاكمة العالمية.

## النشأة
نشأ بافليك ، المعروف باسم "الشبح" ، في الجانب الجنوبي من يونغستاون ، أوهايو ، في حي لانسينغفيل السلوفاكي التقليدي تخرج من مدرسة Lowellville الثانوية والمدرسة المهنية المشتركة في مقاطعة Mahoning في عام 2000.

## المسيرة الاحترافية
من نزالاته:
- خسر أمام سرخيو مارتينيز (17-04-2010).
- خسر أمام برنارد هوبكينز (18-10-2008).
- انتصر على جيرمين تايلور (16-02-2008).
- انتصر على جيرمين تايلور بالضربة الفنية القاضية (29-09-2007).

## إحصائيات
خاض خلال مسيرته 42 نزالا، فاز في 40 وخسر في 2. فاز بالضربة القاضية في 34 نزالا.

## روابط خارجية
- كيلي بافليك على موقع بوكس ريك (الإنجليزية) (registration required)